# Helmut Roleder
Helmut Roleder (Freital, 9 ottobre 1953) è un ex calciatore tedesco, di ruolo portiere.

## Carriera
Ha giocato per quindici stagioni con la maglia dello Stoccarda, collezionando 280 presenze in Bundesliga e 67 in 2.Bundesliga.
Nel 1984 ha vinto il campionato ed ha partecipato al campionato europeo di calcio ospitato dalla Francia.

## Palmarès
- Campionato tedesco: 1

Stoccarda: 1983-1984